# حصار دمياط (1218)

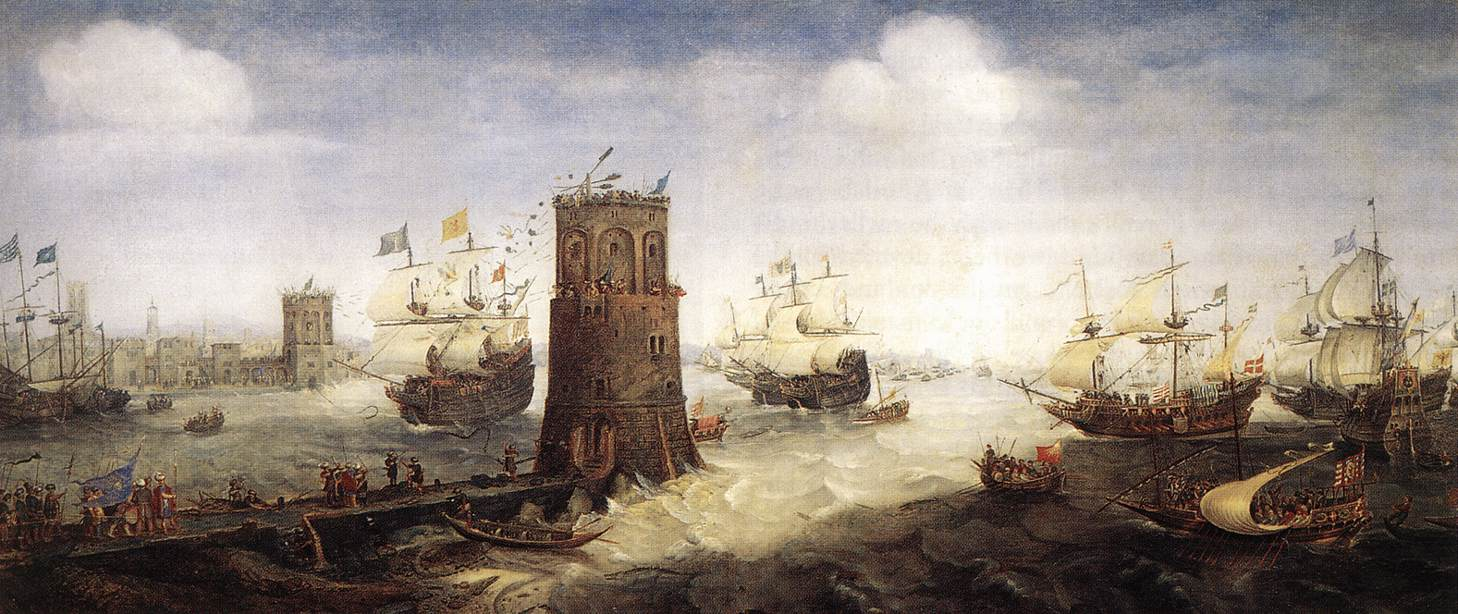
الصليبيون الفريزية يهاجمون برج دمياط، لوحة تخيلية للرسام كورناليس كليسز فان ويرانجن.

حصار دمياط في عام 1218 كان جزء من الحملة الصليبية الخامسة. تم حصار المدينة بواسطة الصليبين في أثناء حكم الملك الأيوبي الكامل محمد بن العادل ولكن القوات المهاجمة تم صدها. تعرضت المدينة إلى مجاعة كبيرة، بسبب حصار الحملة الصليبية التي وصلت بالتحديد في 27 مايو 1218، عندما عجزت الحملة عن دخول المدينة لقوة تحصيناتها ففرضت طيلة عام ونصف العام حصارا عليها، ولتخفيف معاناة أهل دمياط أرسل السلطان العادل عرضا للحملة بفك الحصار مقابل صلح لمدة 30 عاما، فرفض البابا أونوريوس الثالث العرض.
قام الفرسان بفرض حصار على مدينة دمياط مع وجود إمدادات من أسطول فريزية وأسطول جمهورية جنوة تحت قيادة سيمون دوريا وابنه بيترو دوريا. حتى مع وصول تعزيزات ليصبح عدد الصليبين حوالي 35,000 رجلا؛ إلا أن المسلمين فاقوهم عددا حيث وصل عدد المسلمين 70,000 رجلا. في تحول مثير للاهتمام، قام الصليبين بتكوين تحالف مع السلطان كيكاوس الأول من سلاجقة الروم في الأناضول. ثم قام كيكاوس بشن هجوم على الأيوبيون في سوريا لهذا لم يستطع الصليبين خوض معركة على جبهتين.

## خلفية
في بداية الحملة الصليبية الخامسة، تم الاتفاق على أن القوة ستحاول الاستيلاء على مدينة دمياط المصرية الواقعة عند مصب نهر النيل. وخطط الصليبيون بعد ذلك لاستخدام هذه المدينة كنقطة انطلاق للجزء الجنوبي من هجوم الكماشة على القدس من عكا والسويس. السيطرة على المنطقة كان من شأنها أن توفر ثروة لتمويل استمرار الحملة الصليبية، والحد من التهديد من قبل الأسطول الإسلامي.